# Parafia św. Otylii w Rędzinach
Parafia Świętej Otylii – parafia rzymskokatolicka w Rędzinach. Należy do dekanatu Mstów archidiecezji częstochowskiej. 

## Historia
Początkowo na terenie Rędzin istniała kaplica, prawdopodobnie drewniana, w której odprawiał msze dojeżdżający ze Mstowa zakonnik.
Od 6 lipca 1624 w Rędzinach działała filia mstowskiej parafii ze stale rezydującym księdzem. Po utworzeniu filii wzniesiono na wzgórzu w centrum Rędzin, w miejscu kaplicy, niewielki kościółek z kamienia wapiennego, który został konsekrowany 9 lipca 1625 przez biskupa Adama Górskiego.
Samodzielną parafię w Rędzinach erygował w 1866 biskup włocławski Michał Marszewski wydzielając jej terytorium z parafii we Mstowie.
Nowy, neogotycki kościół został wybudowany w latach 1897–1901 dzięki staraniom ks. Bolesława Wróblewskiego. Konsekracji kościoła NMP Nieustającej Pomocy dokonał 4 lipca 1903 biskup Stanisław Zdzitowiecki. W 1907 roku wybudowano plebanię.
Świątynię uszkodzoną podczas I wojny światowej restaurował w latach 1921–1923 ks. Jan Łabęda. Teren przykościelny uporządkował i ogrodził murem w latach 1948–1954 ks. Stanisław Gołaszewski. Za ks. Mariana Kubisia ankrowano mury kościoła i wieży, wybudowano kolejne szkarpy przyporowe, uzupełniono tynki. W późniejszych latach m.in. zmodernizowano prezbiterium, założono nowe nagłośnienie i żyrandole, wstawiono witraże. W 2014 roku w kościele zamontowano ogrzewanie oraz wykonano remont wieży kościelnej.

## Księża
Dotychczasowi proboszczowie (od 1925)
- ks. Jan Łabęda (1925–34)
- ks. Aleksander Cugowski (1934–48)
- ks. Stanisław Gołaszewski (1948–66)
- ks. Marian Kubiś (1966–78)
- ks. Andrzej Mysłek (1978–84)
- ks. Stanisław Bigaj (1984–92)
- ks. Jan Edward Marczewski (1992–2014)
- ks. Paweł Kłos (od 2014)